# 赵红州
赵红州（1941年4月24日—1997年4月9日），男，河南温县人，中国科学史学家，科学计量学家。

## 生平
1959年考入南开大学物理系，1964年毕业。1965年加入中国共产党。
1987年7月开始在中国管理科学研究院工作，历任院党委委员、副院长、学术委员会副主任、科学学研究所所长、研究员等职务。他曾被国际《科学计量学》杂志聘为编委，被选入美国《马奎斯世界名人传》。
1997年4月9日凌晨去世。

## 科学成就
1974年，他在全国总工会河南罗山干校劳动期间，利用上海《复旦大学学报》发表的《自然科学大事记》，独立地发现了世界科学中心转移现象。这与日本科学史家汤浅光朝在1962年《日本科学史研究》（英文版）发表的内容不谋而合。1979年开始，他又先后提出“科学创造最佳年龄定律”和“科学劳动智力常数”。

## 观点
赵红州在1985年3月25日的《光明日报》上发表论文《领导艺术与领导科学的辩证法》，认为领导艺术与领导科学二者的结合，是实施马克思主义领导的一个基本原则:488。
赵红州教授在分析中国大陆科学家迄今无一人获得诺贝尔奖的原因时，总结出4点原因：科学知识积累不够；科学研究时间不足；缺乏科学家群落；缺乏科学人才识别和遴选机制。在时间方面，他认为，美国科学家人数虽然不足100万，但却是全时科学家人数。而苏联的科学家人数号称一百多万人，但时间没全用在科研上，折合成全时科学家也只有几十万人。
赵红州1994年出版的《科学和革命》一书通过对近代史与近代科学史的考察，阐明了社会革命与科学革命的辩证关系：社会革命不可能影响自然科学的具体内容，但是社会革命可以通过科研生产关系而影响科学能力，从而加速或延缓科学发展的速度。

## 著作
著有《科学能力学引论》、《大科学观》、《科学和革命》、《科学史数理分析》等专著。